# Armorial des comtes militaires de l'Empire (L-Z)
Cet article présente et décrit les armoiries des comtes militaires sous le Premier Empire de L à Z.
- Armorial des comtes militaires de l'Empire (A-K)

## L
| Figure | Nom du comte et blasonnement |
| ------ | --- |
|        | Alfred-Jean Lannes (11 juillet 1802 - Lisbonne, Portugal † 20 juin 1861 - Paris), 1er comte de Montebello et de l'Empire (9 mars 1810), député du Gers (1833-1834), De sinople, à l'épée haute d'or ; au canton des comtes militaires de l'Empire brochant. |
|        | Antoine Charles Louis de Lasalle (10 mai 1775 - Metz † 6 juillet 1809 - bataille de Wagram), général de brigade (1er février 1805), général de division (30 décembre 1806), comte de Lasalle et de l'Empire (16 mars 1808, lettres patentes de juin 1808), légionnaire (24 septembre 1803), puis, commandant (14 juin 1804), puis, grand officier de la Légion d'honneur (4 septembre 1808), chevalier de l'ordre de la Couronne de fer (25 juin 1807), D'argent, à un cheval contourné de sable enjambant une lance de gueules, posée en barre, la pointe à sénestre à la barre alesée d'azur mouvant de l'angle dextre du chef, chargée de trois têtes de lion d'or ; au canton des comtes militaires brochant. |
|        | Guillaume Latrille de Lorencez (21 avril 1772 - Pau † 1er octobre 1855 - Bar-le-Duc), général de brigade (10 février 1807), général de division (13 mars 1813), 1er baron de Lorencez et de l'Empire (29 juin 1809) puis 1er comte de Lorencez et de l'Empire (11 septembre 1813), Grand officier de la Légion d'honneur (24 août 1814), commandeur de l'ordre royal et militaire de Saint-Louis (1er mai 1822), Coupé : au I, parti des comtes militaires de l'Empire et de gueules au chevron d'or soutenu d'un grenade d'argent ; au II d'argent au lion couché au naturel. |
|        | Jacques Jean Alexandre Bernard Law de Lauriston (1er février 1768 - Pondichéry (Inde) † 11 juin 1828 - Paris), général de brigade (13 septembre 1802), général de division (1er février 1805), maréchal de France (6 juin 1823), 1er comte Law de Lauriston et de l'Empire (29 juin 1808), puis marquis Law de Lauriston (31 août 1817), grand-croix de la Légion d'honneur (1er juillet 1814), chevalier du Saint-Esprit, chevalier (1er juin 1814) puis commandeur de l’ordre royal et militaire de Saint-Louis (3 mai 1816), pair de France (17 août 1815, marquis-pair le 31 août 1817, lettres patentes du 20 décembre 1817, sans majorat), directeur de la Maison du roi (1er novembre 1819), ministre d'État et grand veneur de France (4 août 1824 - 11 juin 1828), D'hermine à la bande de gueules accompagnée de deux coqs d'azur ; au canton des comtes militaires brochant. |
|        | Louis Charles Vincent Le Blond de Saint-Hilaire (4 septembre 1766 - Ribemont † 3 juin 1809 - Vienne (Autriche), des suites de ses blessures reçues à la bataille d'Essling, inhumé au Panthéon (1810)), général de brigade (à titre provisoire le 26 septembre 1795, confirmé le 25 septembre 1796), général de division (27 décembre 1799), comte de Saint-Hilaire et de l'Empire (lettres patentes du 27 novembre 1808), grand officier (décret du Premier consul du 25 prairial an XII : 14 juin 1804), puis, grand aigle de la Légion d'honneur (décret impérial du 26 décembre 1805), commandeur de l'ordre de la Couronne de fer (décret impérial du 26 décembre 1805), Coupé : au 1, parti du quartier des comtes militaires de l'Empire et d'or, au croissant de gueules, accompagné de trois merlettes mal-ordonnées de sable ; au 2, d'hermine, à la barre de gueules, chargée de trois molettes (ou étoiles à cinq rays) d'argent. , |
|        | Louis Leclerc des Essarts (° 25 avril 1770 - Pontoise † 18 mai 1820 - Paris), adjudant-commandant (1803), général de brigade (1808), baron Leclerc et de l'Empire (titre accordé par décret du 19 mars 1808 et lettres patentes du 27 novembre 1808, signées au camp impérial d'Aranda de Duero), comte Leclerc Desessarts et de l'Empire (titre accordé par décret du 15 août 1809 et lettres patentes du 9 décembre 1809, signées à Paris), légionnaire (15 pluviôse an XII : 5 février 1804), puis, officier (25 prairial an XII : 14 juin 1804), puis, commandant de la Légion d'honneur (21 septembre 1809), Écartelé au premier des comtes tirés de l'armée, au deuxième d'azur à la pensée d'or surmontée d'un soleil levant d'or. Cantonné à dextre en chef : au troisième d'argent à la tête de maure de sable tortillée et colletée d'or ; au quatrième d'azur à trois têtes de cheval d'argent deux et une., |
|        | Claude Jacques Lecourbe (22 février 1759 - Besançon † 22 octobre 1815 - Belfort), comte Lecourbe (31 décembre 1814) puis comte Lecourbe et de l'Empire (3 avril 1815), général de brigade (à titre provisoire le 12 juin 1794, confirmé le 13 juin 1795), général de division (5 février 1799), général en chef (25 septembre 1799 - 5 décembre 1799), grand officier (29 juillet 1814), puis grand cordon de la Légion d'honneur (23 août 1814), chevalier de l'ordre royal et militaire de Saint-Louis (8 juin 1814), pair de France (2 juin 1815 (Cent-Jours), D'azur au chevron d'or, au chef cousu de gueules chargé de trois croissants d'argent ; au cantons des comtes militaires brochant. |
|        | Charles Lefebvre-Desnouettes (14 septembre 1773 - Paris † 22 avril 1822 - lors du naufrage de l'Albion, au large de Kingsdale, Irlande), général de brigade (19 septembre 1806), général de division (en Westphalie le 29 décembre 1807, confirmé en France le 28 août 1808), comte Lefebvre-Desnouettes et de l'Empire (19 mars 1808), commandant de la Légion d'honneur (25 décembre 1805, rayé des contrôles de la Légion d'honneur le 17 décembre 1816), grand-croix de l'ordre de la Réunion (3 avril 1813), chevalier de l'ordre royal et militaire de Saint-Louis (19 juillet 1814), commandeur de l'ordre du Lion de Bavière, grand écuyer de la couronne de Westphalie (1807-1808), pair de France (2 juin 1815 (Cent-Jours)), Ecartelé : au I du quartier des comtes militaies de l'Empire ; au II d'argent à une lion de sable, armé et lampassé de gueules, tenant de sa dextre un drapeau de gueules, bordé, monté et ferré du second ; au III de sable à un lion d'argent rampant le long d'un arbre d'or surmonté d'une étoile aussi d'or ; au IV, de sinople à un cor de chasse d'or posé en fasce, traversé par un sabre d'argent garni du second posé en bande. |
|        | Claude Juste Alexandre Legrand (22 février 1762 - Le Plessier-sur-Saint-Just † 8 janvier 1815 - Paris, inhumé au Panthéon), général de brigade (20 septembre 1793), général de division (20 avril 1799), comte Legrand et de l'Empire (10 mars 1808, lettres patentes du 2 juillet 1808), commandant (13 juin 1804), puis grand aigle de la Légion d'honneur (7 janvier 1806), chevalier de l'ordre royal et militaire de Saint-Louis (27 juin 1814), grand-croix de l'ordre du mérite militaire de Charles-Frédéric de Bade, sénateur (1813-1814), pair de France (4 juin 1814), D'argent au cheval cabré de sable ; à la fasce de gueules, chargée d'une étoile rayonnante d'or, brochant sur le tout ; au canton des comtes militaires brochant. |
|        | Adelaïde Blaise François Le Lièvre de La Grange (21 décembre 1766 - Paris † 2 juillet 1833 - Paris), général de brigade (décret impérial du 15 juin 1807), général de division (21 juin 1809), marquis héréditaire de La Grange et de Fourilles, puis, baron de l'Empire (lettres patentes du 13 février 1811), puis, comte de La Grange de l'Empire (lettres patentes du 19 juin 1813), légionnaire (19 frimaire an XII : 11 décembre 1803), puis, officier (décret du Premier consul du 25 prairial an XII : 14 juin 1804), puis, commandeur de l'ordre royal de la Légion d'honneur (ordonnance du 19 août 1824, chevalier (ordonnance du 12 juin 1814), puis, commandeur (ordonnance du 11 octobre 1814), puis, grand-croix de l'ordre royal et militaire de Saint-Louis (ordonnance royale du 17 août 1822), - - Armes de baron de l'Empire : Ecartelé : au I, d’azur ; aux II et III, de sable au griffon d’or, armé et lampassé de gueules, celui du III contourné ; au IV, d’azur au senestrochère brassardé d’argent, surmonté de la lettre E du même ; sur-le-tout, d’azur au chevron d’or, accompagné en chef de deux roses, et en pointe d’un alérion, le tout d’argent ; au canton des barons militaires de l'Empire brochant. - Armes de comte de l'Empire : Ecartelé : au I, du quartier des comtes militaires ; aux II et III, de sable au griffon d’or, armé et lampassé de gueules, celui du III contourné ; au IV, d’azur au senestrochère brassardé d’argent, surmonté de la lettre E du même ; sur le tout d’azur au chevron d’or, accompagné en chef de deux roses, et en pointe d’un alérion, le tout d’argent. |
|        | Armand Charles Louis Le Lièvre de La Grange (21 mars 1783 - Paris † 2 août 1864 - Paris), général de brigade (31 janvier 1812), lieutenant général (4 juin 1814), baron de l'Empire (décret impérial de 1808), puis, comte de l'Empire (lettres patentes du 26 avril 1810), légionnaire (décret impérial du 14 mars 1806), puis, officier (décret impérial signé au palais de Schönbrunn le 11 juillet 1809), puis, commandant (décret impérial du 30 novembre 1813), puis, grand officier de la Légion d'honneur (décret du 30 avril 1836), chevalier de l'ordre royal et militaire de Saint-Louis (ordonnance du 22 août 1814), chevalier de l'ordre impérial de Léopold d'Autriche (4 avril 1810), commandeur de l'ordre militaire de Maximilien-Joseph de Bavière (30 juin 1807), grand-croix de l'ordre de la Couronne de chêne du Luxembourg, pair de France (11 octobre 1832 (monarchie de Juillet), sénateur (14 novembre 1859 - 2 août 1864), - - Armes de comte de l'Empire : Ecartelé : au I, du quartier des comtes militaires de l'Empire ; au II, de sable au griffon d’or, armé et lampassé de gueules ; au III, de sable au griffon contourné d’or, armé et lampassé de gueules ; au IV, d’azur au portique d’or ; sur-le-tout, d’azur au chevron d’or, accompagné en chef d’un lambel renversé du même entre deux quintefeuilles d’argent, et en pointe d’une alérion du même. |
|        | Jean Léonor François Le Marois (17 mars 1776 - Bricquebec † 14 octobre 1836 - Paris), général de brigade (29 août 1803), général de division (24 décembre 1805), 1er comte Le Marois et de l'Empire (15 juin 1808), Légionnaire (23 vendémiaire an XII), puis, commandant (25 prairial an XII), puis, grand officier de la Légion d'honneur (23 août 1808), commandeur de l'ordre de la Couronne de fer, chevalier de l'ordre royal et militaire de Saint-Louis (8 juillet 1814), grand-croix de l'ordre de l'Aigle d'or du Wurtemberg, pair de France (2 juin 1815 (Cent-Jours)), Écartelé : au 1 du quartier des comtes militaires de l'Empire ; au 2, de sinople, à un cheval galopant d'argent; au 3, de sinople, à une fleur de pensée au naturel ; au 4, d'azur, à la croix alésée d'or., |
|        | Jean-Marie-Pierre-François Le Paige Doursenne (30 avril 1773 - Ardres † 24 juillet 1812 - Paris : meurt d'une trépanation, suites de ses blessures reçues à la bataille d'Essling, inhumé au Panthéon), général de brigade (25 décembre 1805), général de division (5 juin 1809), comte de l'Empire (10 mars 1808, lettres patentes 2 juillet 1808), grand officier de la Légion d'honneur (décret impérial du 30 juin 1811), Ecartelé : au I, du quartier des comtes militaires de l'Empire ; au II, de gueules à trois étoiles d'or, 2 et 1 ; au III, d'or à trois pommes de grenade de gueules ; au IV, d'azur à la tour crénelée d'argent, ouverte, ajourée et maçonnée de sable, accostée à dextre d'un lion d'or rampant contre la tour. |
|        | Louis Henri Loison (16 mai 1771 - Damvillers (Meuse) † 30 décembre 1816 - Chokier, près de Liège), général de brigade (9 fructidor an III), gouverneur du palais impérial de Saint-Cloud, comte Loison et de l'Empire (décret du 19 mars 1808, lettres patentes du 14 avril 1810, Compiègne), légionnaire (19 frimaire an XII), puis, grand officier (25 prairial an XII), puis, grand aigle de la Légion d'honneur (après Austerlitz, 1805), Écartelé au premier des comtes tirés de l'armée, au deuxième de gueules à la tour d'or ouverte ajourée et maçonnée de sable, parti d'argent à l'écusson d'azur au troisième de sinople au pont d'or de trois arches à demi rompu au milieu soutenu d'une rivière d'argent, au quatrième d'azur à la montagne d'argent. |

## M
| Figure | Nom du comte et blasonnement |
| ------ | --- |
|        | Nicolas Joseph Maison (19 décembre 1771 - Épinay-sur-Seine † 12 février 1840 - Paris, inhumé aux Invalides), général de brigade (10 février 1806), général de division (21 août 1812), maréchal de France (22 février 1829), baron Maison et de l'Empire (2 juillet 1808), puis comte Maison et de l'Empire (lettres patentes du 14 août 1813), 1er marquis Maison (31 juillet 1817), grand-croix de la Légion d'honneur (22 juillet 1814), grand-croix de l'ordre de la Réunion (19 novembre 1813), grand-croix de l'ordre royal et militaire de Saint-Louis (30 septembre 1818), chevalier de l’ordre militaire de Maximilien-Joseph de Bavière, grand-croix de l’ordre royal de Léopold de Belgique, pair de France (4 juin 1817, marquis-pair le 31 août 1817, lettres patentes du 26 décembre 1818), Écartelé : au 1, du quartier des comtes militaires de l'Empire ; aux 2 et 3, d'azur, à la maison d'argent, ajourée et maçonnée de sable, girouettée de deux pièces d'or et surmontée en chef de trois étoiles d'argent; au 4, d'azur, au rocher d'argent, sommé d'un épervier essorant d'or, tenant dans son bec un anneau d'argent. Supports: deux griffons. Devise: APERTE ET HONESTE., |
|        | Pierre Martin (29 janvier 1752 - Louisbourg (Canada) ✝ 11 novembre 1820 - Rochefort (Charente-Maritime)), contre-amiral (16 novembre 1793), vice-amiral (22 mars 1796), comte de l'Empire (3 décembre 1809, lettres patentes du 4 juin 1810, confirmé le 2 février 1817), grand officier de la Légion d'honneur (27 mai 1805 avec effet rétroactif au 14 juin 1804), chevalier de l’ordre royal et militaire de Saint-Louis (15 octobre 1791), D'or à deux ancres de sables posées en sautoir, une épée haute de gueules brochant sur les ancres ; au canton des comtes militaires brochant. |
|        | David-Maurice-Joseph Mathieu de La Redorte (1768-1833), général de division, 1er comte Mathieu et de l'Empire (accordé par décret du 3 décembre 1809 et lettres patentes signées à Compiègne le 26 avril 1810), légionnaire (19 frimaire an XII), puis, grand officier (25 prairial an XII), puis, grand-croix de la Légion d'honneur (24 août 1820), grand-croix de l'ordre de la Réunion (3 avril 1813), chevalier de l'ordre de la Couronne de Fer (6 décembre 1807), grand dignitaire de l'ordre royal des Deux-Siciles (avant 1811) Burelé d'argent et de sinople, au comble de gueules chargé de trois étoiles d'or : franc-quartier des comtes tirés de l'armée brochant sur le tout. |
|        | Gabriel Jean Joseph Molitor (7 mars 1770 - Hayange ✝ 28 juillet 1849 - Paris, inhumé aux Invalides), général de brigade (30 juillet 1799), général de division (26 octobre 1800), maréchal de France (9 octobre 1823), gouverneur des Invalides (1849-1849), 1er comte Molitor et de l'Empire (29 juin 1808), baron Molitor (15 juin 1824), légionnaire (11 décembre 1803), puis, commandant (11 juin 1804), puis, grand officier (25 juillet 1806), puis, grand-croix de l'ordre royal de la Légion d'honneur (31 janvier 1815), grand chancelier de l'ordre de la Légion d'honneur (23 décembre 1848 - 28 juillet 1849), grand-croix de l'ordre de la Réunion (3 avril 1813), chevalier de l'ordre de la Couronne de fer, chevalier, puis, commandeur de l'ordre royal et militaire de Saint-Louis (5 août 1823), grand-croix de 1re classe de l'ordre de Saint Wladimir, commandeur puis grand-croix de l'ordre du Mérite militaire de Charles-Frédéric de Bade, pair de France (2 juin 1815 (Cent-Jours), baron-pair le 9 octobre 1823, lettres patentes du 15 juin 1824), De gueules à un écusson en cœur d'argent à trois fasces d'azur flanqué des deux épées d'argent garnies d'or, celle en sénestre surmontée de cinq épis de blé cousus de sable, disposés en étoile et liés par la tige ; au canton des comtes militaires de l'Empire brochant. |
|        | Louis Pierre Montbrun (1er mars 1770 - Florensac † 7 septembre 1812 - bataille de la Moskowa), général de brigade (24 décembre 1805), général de division (9 mars 1809), 1er baron de Montbrun et de l'Empire (19 mars 1808, lettres patentes du 27 novembre 1808), puis 1er comte de Montbrun et de l'Empire (15 août 1809, lettres patentes du 15 octobre 1809), Légionnaire (12 décembre 1805), puis, officier (14 juin 1804), puis, commandant (29 avril 1809), puis, grand officier de la Légion d'honneur (30 juin 1811), chevalier de l'ordre de la Couronne de fer (9 juillet 1809), commandeur de l'ordre royal des Deux-Siciles, grand-croix de l'ordre du Mérite militaire de Wurtemberg, Écartelé : au 1, du quartier des comtes militaires ; au 2, de sable, à un lévrier assis et contourné d'or ; au 3, d'azur, à deux tourterelles d'argent ; au 4, de sable, à une cuirasse antique, surmontée d'un casque d'or., |
|        | Charles Antoine Louis Alexis Morand (4 juillet 1771 - Montbenoît † 2 septembre 1835 - Paris), général de brigade (6 septembre 1800), général de division (24 décembre 1805), 1er comte Morand et de l'Empire (lettres patentes du 22 juin 1808), commandeur (an XII), puis, grand officier (7 juillet 1807), puis, grand-croix de la Légion d'honneur (18 octobre 1830), grand-croix de l'ordre de la Réunion (3 avril 1813), commandeur de l'ordre de la Couronne de fer, chevalier de l'ordre royal et militaire de Saint-Louis (31 juillet 1814), radié de l'ordre de la Légion d'honneur et de l'ordre royal et militaire de Saint-Louis le jour de sa condamnation à mort, par contumace (29 août 1816), commandeur de l'ordre de Saint-Henri de Saxe, colonel général des chasseurs à pied de la Garde impériale (Cent-Jours), pair de France (2 juin 1815 (Cent-Jours), 11 octobre 1832 (monarchie de Juillet)), conseiller général du Doubs, - - D'azur bandé de cinq pièces d'argent ; au canton des comtes militaires de l'Empire brochant., - On trouve également : Coupé, au I, parti du quartier des comtes militaires de l'Empire et d'or à trois tête de maures de sable tortillées d'argent, au II, d'argent à six bandes d'azur. |
|        | Georges Mouton Écartelé: au 1, d'azur, à une épée d'argent, garnie d'or; au 2, de gueules, à un mouton heurtant d'argent; au 3, de gueules, au pal d'or, ch. de trois chevrons de sable; au 4, d'azur, à un édifice carré-long à trois étages, d'argent, ouvert et ajouré de trois rangs de fenêtres de sable, mouvant du flanc, le toit embrasé de gueules, ledit édifice posé sur une terrasse de sinople sur laquelle ou voit à dextre une bombe allumée senestrée d'un boulet, tandis qu'une grenade allumée tombe à dextre de l'édifice. |

## N
Aucun comte dans cette catégorie.

## O
| Figure | Nom du comte et blasonnement |
| ------ | --- |
|        | Philippe Antoine d'Ornano (17 janvier 1784 - Ajaccio † 13 octobre 1863 - Paris VIIe, inhumé aux Invalides), général de brigade (à titre provisoire le 5 mai 1811, confirmé le 16 juin 1811), général de division (8 septembre 1812), maréchal de France (2 avril 1861), gouverneur des Invalides (1853-1863), 1er comte d'Ornano et de l'Empire (22 novembre 1808), officier (26 décembre 1805), puis, commandant (16 novembre 1832), puis, grand officier (18 avril 1834), puis, grand-croix de la Légion d'honneur (11 août 1850), grand chancelier de l'ordre de la Légion d'honneur (13 août 1852 - 24 mars 1853), grand-croix de l'ordre de la Réunion (3 avril 1813), grand dignitaire de l'ordre de la Couronne de fer, chevalier (14 novembre 1814), puis, commandeur de l'ordre royal et militaire de Saint-Louis (30 octobre 1829), médaille militaire (16 avril 1853), médaille de Sainte-Hélène, grand maître de l'ordre de la Couronne de Westphalie, pair de France (11 octobre 1832 (monarchie de Juillet)), député d'Indre-et-Loire (1849-1852), sénateur inamovible (26 janvier 1852 - 13 octobre 1863), - - Armes de la Famille d'Ornano sour l'Ancien Régime : Écartelé : aux 1 et 4, de gueules, à la tour donjonnée d'or maçonnée de sable, ouverte et ajourée du champ ; aux 2 et 3, d'or au lion de gueules, au chef d'azur chargé d'une fleur-de-lis d'or. Devise: DEO FAVENTE COMES CORSICAE (armoiries des descendants de Sampiero Corso d'Ornano)., - Armes du Comte sour l'Ancien Régime : Coupé: au 1, parti: a) du quartier des comtes militaires de l'Empire ; b) d'hermine plain (alliés à la famille impériale) ; au 2, de gueules, à un griffon d'or., - Armes de sa descendance : Écartelé : aux I et IV, de gueules, à une tour d'or ; aux II et III, d'or au lion de gueules ; sur-le-tout, coupé: au 1, parti: a) du quartier des comtes militaires de l'Empire ; b) d'hermine plain ; au 2, de gueules, à un griffon d'or. |
|        | Nicolas Charles Oudinot (25 avril 1767 - Bar-le-Duc † 13 septembre 1847 - Paris, inhumé aux Invalides), maréchal d'Empire (1809), comte d'Empire (1808) puis duc de Reggio (1810), général de brigade (à titre provisoire le 14 juin 1794, confirmé le 13 juin 1795), général de division (12 avril 1799), maréchal d'Empire (12 juillet 1809), comte de l'Empire (décret du 19 mars 1808, lettres patentes du 2 juillet 1808), 1er duc de Reggio et de l'Empire (15 août 1809), gouverneur des Invalides (1842-1847), légionnaire (11 décembre 1803), puis, grand officier (11 juin 1804), puis, grand aigle de la Légion d'honneur (6 mars 1805), grand chancelier de l'ordre de la Légion d'honneur (17 mai 1839 - 21 octobre 1842), chevalier de l'ordre de la Couronne de fer, chevalier (2 juin 1814), puis, commandeur (24 septembre 1814), puis, grand-croix de l'ordre royal et militaire de Saint-Louis (3 mai 1816), chevalier de l'ordre du Saint-Esprit (30 septembre 1820), grand-croix de l'ordre militaire de Maximilien-Joseph de Bavière, commandeur de l'ordre militaire de Saint-Henri de Saxe, député du département de la Meuse au Corps législatif (1803), membre du Conseil d'État provisoire (avril 1814), ministre d'État (13 mai 1814), pair de France (4 juin 1815 (Première Restauration), 24 juillet 1815 (Seconde Restauration), confirmé le 31 août 1817 mais sans majorat ni lettres patentes, donc avec rang de baron), membre du Conseil privé (19 septembre 1815), - - Armes de comte de l'Empire : De gueules, au lion d'or, tenant un grenade du même, à trois étoiles d'argent en chef ; au canton des comtes militaires de l'Empire brochant. - Armes de duc de Reggio et de l'Empire : Parti : 1, de gueules, à trois casques d'argent ; 2, d'argent, au lion de gueules, tenant une grenade de sable enflammée de gueules ; au chef des ducs de l'Empire brochant.,                                                     |

## P
| Figure | Nom du comte et blasonnement |
| ------ | --- |
|        | Pierre-Claude Pajol (3 février 1772 - Besançon † 20 mars 1844 - Paris), général de brigade (8 février 1807 sur le champ de bataille d'Eylau, confirmé par décret impérial du 10 mars 1807), général de division (7 août 1812), baron de l'Empire (décret impérial du 19 mars 1808, lettres patentes du 18 juin 1809), 1er comte Pajol et de l'Empire (25 novembre 1813), pair de France (2 juin 1815 puis 19 novembre 1831). - Armes de baron de l'Empire : Écartelé : au I, d'azur, au chevron d'or, accompagné en chef de deux molettes et en pointe d'une épée haute, le tout d'argent ; au 2, du quartier des Barons militaires ; au 3, de pourpre, au lion d'or, la tête contournée, tenant un drapeau du même ; au 4, de sinople, à un senestrochère, mouvant du canton senestre de la pointe, la manche d'argent, le parement d'azur chargé de trois chevrons d'argent, la main de carnation tenant un foudre d'or. - Armes de comte de l'Empire : Écartelé : au 1°, de comte militaire, qui est d'azur à l'épée haute en pal d'argent monté d'or ; au 2°, d'azur au chevron d'or, accompagné en chef de deux molettes et en pointe d'une épée haute, le tout d'argent ; au 3°, de pourpre, au lion rampant, la tête contournée d'or, tenant trois drapeaux du même ; au 4°, de sinople, au dextrochère d'argent rebrassé d'azur et d'argent, tenant un foudre d'or. |

## Q
Aucun comte dans cette catégorie.

## R
| Figure | Nom du comte et blasonnement |
| ------ | --- |
|        | Jean Rapp (27 avril 1771 - Colmar † 8 novembre 1821 - Rheinweiler, Bad Bellingen), général de division (24 décembre 1805), 1er comte Rapp et de l'Empire (décret du 19 mars 1808, lettres patentes signées à Paris le 28 janvier 1809), légionnaire (19 frimaire an XII), puis, commandant (25 prairial an XII), puis, grand officier (30 juin 1811), puis, grand cordon de la Légion d'honneur (23 août 1814), grand-croix de l'ordre de la Réunion (3 avril 1813), chevalier de l'ordre de la Couronne de Fer (23 décembre 1807), grand-croix de l'ordre de la Fidélité, grand-croix de l'ordre du Lion de Bavière, grand-croix de l'ordre militaire de Maximilien-Joseph de Bavière Écartelé, au premier des comtes tirés de l'armée ; au deuxième de gueules au vol ouvert d'or surmonté de trois étoiles deux et une d'argent ; au troisième de gueules au cavalier monté, armé, cuirassé, et casqué à l'antique, d'or, soutenu d'une terrasse de sinople et surmonté d'un comble d'or au lion passant de sable lampassé de gueules ; au quatrième d'azur au palmier d'or terrassé de sable brochant sur un crocodile passant d'argent et accosté d'un ibis d'or tenant au bec un serpent de même. |
|        | Honoré Charles Reille (1er septembre 1775 - Antibes ✝ 4 mars 1860 - Paris), général de brigade (29 août 1803), général de division (30 décembre 1806), maréchal de France (17 septembre 1847), 1er comte Reille et de l'Empire (29 juin 1808), baron Reille (sous la Restauration), grand cordon de la Légion d'honneur (14 février 1815), médaille militaire (10 mai 1852), grand-croix de l'ordre de la Réunion (3 avril 1813), chevalier de l'ordre du Saint-Esprit (21 février 1830), chevalier de l’ordre royal et militaire de Saint-Louis (27 juin 1814), commandeur de l'ordre du mérite militaire de Maximilien-Joseph de Bavière, chevalier de l'ordre de la Couronne de fer, chevalier de l'ordre de Saint-Henri de Saxe, chevalier grand-croix de l'ordre des Séraphins de Suède, aide de camp de Napoléon Ier (13 mai 1807 - 22 avril 1814), pair de France (2 juin 1815 (Cent-Jours), annulé le 24 juillet 1815, « restauré » le 5 mars 1819, baron-pair, lettres patentes du 13 mars 1820), gentilhomme de la chambre du roi de France (1820), sénateur inamovible (26 janvier 1852 - 4 mars 1860), Coupé : au I parti des comtes militaires et de gueules à trois bandes d'argent chargées de cinq étoiles d'azur posées, trois sur celle du milieu et une sur chacune des autres; au II de sinople au centaure passant, l'arc tendu du même et décochant une flèche d'or. |
|        | Jean Louis Ebénézer Reynier (14 janvier 1771 - Lausanne ✝ 27 février 1814 - Paris), adjoint à l'état-major (1792), adjudant-général (1793), général de brigade, chef d'état-major à l'armée du Rhin, général de division, gouverneur de Naples, ministre de la Marine et de la Guerre du royaume de Naples, comte Reynier et de l'Empire, Grand officier de la Légion d'honneur, D'or, à trois pals d'azur, à la bande d'azur, brochant sur le tout et ch. d'une étoile d'argent traversée d'une épée du même, posée dans le sens de la bande ; au canton des comtes militaires brochant. |
|        | Charles Étienne François Ruty (4 novembre 1774 - Besançon ✝ 21 avril 1828 - Paris), général de brigade (8 janvier 1807), général de division (10 janvier 1813), baron Ruty et de l'Empire (11 août 1808), 1er comte « de » Ruty et de l'Empire (11 septembre 1813), légionnaire (19 frimaire an XII), puis officier (25 prairial an XII), puis Commandant (1807), puis grand officier de l’ordre royal de la Légion d'honneur (5 août 1814), chevalier (4 juillet 1814), puis, commandeur de l’ordre royal et militaire de Saint-Louis (23 mai 1825), directeur général des Poudres et Salpêtres au ministère de la Guerre (19 novembre 1817 - 24 avril 1828), pair de France (baron-pair le 5 mars 1819, lettres patentes des 14 avril 1820 et 9 septembre 1824), - - Armes de comte de l'Empire : Écartelé : au I, du quartier des comtes militaires ; aux II et III, d'azur à un palmier sur une terrasse isolée d'or ; au IV, de gueules à une étoile d'or, surmontée d'un chef du même. - Armes sous la Restauration : Parti : au I, coupé de gueules à l'épée haute en pal d'argent et d'azur, au chevron d'or accompagné en pointe d'une étoile d'argent ; au II, d'argent au palmier terrassé de sinople., |

## S
| Figure | Nom du comte et blasonnement |
| ------ | --- |
|        | Horace François Bastien Sébastiani de La Porta (17 novembre 1772 - La Porta-d'Ampugnani † 20 juillet 1851 - Paris), général de brigade (29 août 1803), général de division (21 décembre 1805), maréchal de France (21 octobre 1840), comte Sébastiani de La Porta et de l'Empire (31 décembre 1809), grand-croix de la Légion d'honneur (7 avril 1807), chevalier de l'ordre royal et militaire de Saint-Louis (1er juin 1814), - - Armes anciennes : D'azur au griffon d'or., - Armes de comte de l'Empire : De gueules à la porte de ville flanquée de deux tours (parfois donjonnées) crénelées et soutenues d’or, à la herse de sable, surmontée d’un comble, parti de deux traits, formant trois quartiers, le premier des comtes militaires de l’Empire, le deuxième de gueules au lion d’or, le troisième de sinople au croissant d’argent, les pointes à dextre embrassant un étoile du même. |
|        | Nicolas Marie Songis des Courbons (23 avril 1761 - Troyes † 27 décembre 1810 - Paris, inhumé au Panthéon (caveau III)), général de brigade (à titre provisoire le 18 mai 1799), général de division (6 janvier 1800, sans avoir été confirmé dans son grade de général de brigade), comte Songis des Courbons et de l'Empire (1er avril 1809), grand aigle de la Légion d'honneur (2 février 1805), chevalier de l'ordre de la Couronne de fer (25 février 1806), Écartelé : au I, du quartier des comtes militaires ; au II, de sable à une colombe d'argent ; au III, d'argent à un serpent d'or entortillé autour d'un obélisque de sable ; au IV, d'azur au canon d'or sur une terrasse isolée d'argent. |
|        | Louis Gabriel Suchet (2 mars 1770 - Lyon ✝ 3 janvier 1826 - Marseille), général de brigade (3 germinal an VI (23 mars 1798)), général de division (22 messidor an VII (10 juillet 1799)), maréchal de l'Empire (8 juillet 1811), 1er comte Suchet et de l'Empire (19 mars 1808, lettres patentes du 24 juin 1808), 1er duc d'Albufera et de l'Empire (11 janvier 1813), légionnaire (19 frimaire an XII : 11 décembre 1803), puis grand officier (25 prairial an XII : 14 juin 1804), puis grand aigle de la Légion d'honneur (8 février 1806, confirmé grand-croix de l'ordre royal de la Légion d'honneur le 16 août 1816), chevalier de l'ordre de la Couronne de fer (23 décembre 1807), commandeur de Saint-Louis (24 septembre 1814), chevalier de l'ordre du Saint-Esprit, commandeur de l'ordre de Saint-Henri de Saxe (22 septembre 1808), pair de France (4 juin 1814, 2 juin 1815 (Cent-Jours), révoqué le 24 juillet 1815, réintégré par lettres patentes du 5 mars 1819, duc et pair avec dispense de majorat par autres lettres du 9 novembre 1824), - - Armes du 1er comte Suchet et de l'Empire : Coupé, au 1, parti, du quartier des comtes militaires de l'Empire et d'or à un demi-vol d'aigle renversé de sable ; au 2 de gueules au pont d'or, sommé d'un lion passant du même tenant de la patte dextre un rinceau de grenadier d'or., - Armes du duc d'Albufera et de l'Empire : Parti de trois traits, coupé d'un autre, qui fait huit quartiers : au 1, d'or, à quatre vergettes de gueules, à trois fers de pique d'argent, 2 et 1, brochant sur le tout; au 2, d'argent, à une tour sommée de trois tourelles de sable; au 3, contre-écartelé, de gueules à une tour de sable, et d'or à un arbre de sinople; au 4, d'argent, à trois pals ondés d'azur; au 5, d'azur, à une galère d'argent de six rames, surmontée des lettres S A G, et acc. en pointe d'un dauphin et d'une coquille d'argent; au 6, d'or, à quatre vergettes de gueules, et un lis d'argent, brochant sur le tout; au 7, d'azur, à une tour sommée de trois tourelles de sable, sur une terrasse de sinople; au 8, d'or, à cinq étoiles d'azur, 2, 1 et 2. Sur le tout: coupé, au 1, parti, à dextre, d'azur à une épée d'argent, montée d'or; à sénestre, d'or à un demi-vol d'aigle renversé de sable; au 2 de gueules au pont d'or, sommé d'un lion passant du même tenant de la patte dextre un rinceau de grenadier d'or. Au chef des ducs de l'Empire brochant. Supports: deux léopards lionnés,. |

## T
| Figure | Nom du comte et blasonnement |
| ------ | --- |
|        | Louis Tascher de La Pagerie, dit Fanfan (1er avril 1787, Fort-Royal – 3 mars 1861, Paris), cousin de l'impératrice Joséphine, sous-lieutenant (1806), lieutenant (1807), capitaine après Friedland (14 juin 1817), officier d'ordonnance de Napoléon Ier (27 octobre 1807), chef d'escadron (1809), colonel et aide de camp du prince Eugène (1814), général de division (Bavière), grand-croix de la Légion d'honneur (1853), comte de l'Empire (9 mars 1810), chambellan du roi de Bavière, sénateur du Second Empire (31 décembre 1852), grand maître de la maison de l'impératrice Eugénie (25 janvier 1853). D'argent, à trois fasces d'azur chargée chacune de trois sautoirs alézés du champ et surmontés de deux ombres de soleil de gueules, franc-quartier des comtes tirés de l'armée. |
|        | Jean-Henri Robert Tascher de La Pagerie, dit l'Amour (20 juin 1785, Fort-Royal (Martinique) – 17 janvier 1816, Paris), colonel au service du royaume de Naples (8 avril 1808), maréchal de camp au service du royaume d'Espagne (22 février 1813), colonel au service de la France (23 janvier 1814), aide de camp du roi Joseph (février 1814 – 5 juillet 1815), maréchal de camp (25 novembre 1814 avec effet rétroactif au 17 février 1814), comte de l'Empire (lettres patentes de 1810), chevalier de l'ordre royal d'Espagne (25 décembre 1809). D'argent à trois fasces d'azur, chargées chacune de deux sautoirs du champ, surmontées de deux ombres de soleil de gueules : franc-quartier des barons [comtes] tirés de l'armée..                                                         |
|        | Jacques Louis François Delaistre de Tilly, (2 février 1749, Vernon – 10 janvier 1822, Paris), général de division, comte de l'Empire en 1814. Écartelé ; au premier des comtes tirés de l'armée ; au deuxième de sinople à la tour donjonnée, d'argent, ouverte, ajourée et maçonnée de sable ; au troisième d'or au lion rampant, de gueules ; au quatrième d'azur à la fasce d'argent accompagnée de six croiettes d'or, trois en chef, trois en pointe, rangées en fasce : pour livrées les couleurs de l'écu, le verd en bordure seulement. |
|        | Charles Trelliard (7 février 1764, Parme – 14 mai 1832, Charonne), général de brigade, baron (lettres patentes du 9 mars 1810) puis comte de l'Empire (décret impérial du 5 avril 1814), légionnaire (11 décembre 1803) puis commandant de la Légion d'honneur (14 juin 1804). D'azur au sautoir d'argent chargé en abîme d'une tête de lion arrachée de sable, allumée et lampassée de gueules ; au franc-quartier brochant des comtes militaires. |
|        | Henri-Amédée-Mercure de Turenne (1776-1852), chef d'escadron, chambellan de l'empereur, maître de la garde-robe, comte de l'Empire (décret du 15 août 1809, lettres patentes signées à Saint-Cloud le 11 novembre 1813), légionnaire (janvier 1807), officier (1812), commandeur (Cent-Jours) puis grand officier de la Légion d'honneur, commandeur de l'ordre de la Réunion, chevalier de l'ordre du Mérité militaire de Maximilien-Joseph. Bandé de gueules et d'or de dix pièces ; franc-quartier des comtes tirés de l'armée, brochant au neuvième de l'écu. |

## U
Aucun comte dans cette catégorie.

## V
| Figure | Nom du comte et blasonnement |
| ------ | --- |
|        | Dominique-Joseph René Vandamme (5 novembre 1770 - Cassel ✝ 15 juillet 1830 - Cassel), général de brigade (27 septembre 1793), général de division (5 février 1799), comte d'Unebourg et de l'Empire (19 mars 1808, lettres patentes du 1er avril 1809), grand aigle de la Légion d'honneur (27 décembre 1805), grand-croix de l'ordre du Mérite militaire du Wurtemberg, pair de France (2 juin 1815 (Cent-Jours)), De gueules à un château d'argent terrassé de sinople, ouvert et ajouré de sable, la porte surmontée d'une renommée d'or ; au chef tiercé en pal : au I, le canton des comtes militaires de l'Empire ; au II, d'or à un écusson d'azur chargé d'un S d'or dans un orle du même ; au III, de sable à quatre grenades d'or, enflammées de gueules, posées à plomb et rangées en bande., |
|        | Dominique Honoré Antoine Marie de Vedel (2 juillet 1771 à Monaco et mort le 30 mars 1848), général de division (3 novembre 1807), comte de Lichtenberg et d'Empire (28 juin 1808), commandeur de la Légion d'honneur (14 mai 1807) et chevalier de Saint-Louis. Ecartelé au premier d’azur à l’épée d’argent, la pointe en haut ; au deuxième et troisième d'argent, au lion rampant, lampassé et armé d'un sabre, le tout de gueules; au quatrième de pourpre chargé en chef de trois étoiles d'argent posées une et deux, en face de deux serpents contrepassant d'or; en pointe d'un serpent de même se mordant la queue ; sur le tout, en cœur, un écusson de sable, au buste sans tête ni bras d’idole saxonne, d’argent, à trois seins, surmonté d’un soleil d’or. |
|        | Charles Henri Ver-Huell (11 février 1764 - Doetinchem ✝ 25 octobre 1845 - Paris), capitaine de vaisseau (Provinces-Unies, le 1er janvier 1795), contre-amiral (République batave, 1803), vice-amiral (République batave, 1er juin 1804), maréchal de Hollande avec le titre d'amiral (21 décembre 1806), vice-amiral (Empire français, novembre 1810), ministre de la Marine (Hollande, 1805-1807), ministre plénipotentiaire de Hollande en Russie (1807), ambassadeur de Hollande à Paris (1808-1810), député de l'Yssel-supérieur au Corps législatif (19 février 1811-1814), commandant en chef de l'armée navale de Hollande (1812-1813), grand officier de l'Empire (inspecteur général des Côtes de la mer du Nord (1813), puis, premier inspecteur général de la Marine (1814), Pair de France (Baron-pair le 5 mars 1809, lettres patentes du 25 juillet 1822), comte de Sevenaër (royaume de Hollande, 29 avril 1810) puis comte de Sevenaër et de l'Empire (25 mai 1811), grand officier (25 prairial an XII : 14 juin 1804), puis grand aigle de la Légion d'honneur (11 juin 1806), grand-croix de l'ordre de la Réunion (1812), Chevalier de l'ordre du mérite militaire (18 août 1814), Écartelé : au 1, de gueules, à l'ancre d'argent au 2, d'azur, à trois crampons d'argent ; au 3, d'or, à la barre de sable, chargée de trois coquilles d'argent ; au 4, d'or, à trois fermaux antiques de sable ; au canton des comtes militaires brochant., |

## W
| Figure | Nom du comte et blasonnement |
| ------ | --- |
|        | Frédéric Henri Walther (20 août 1761 à Obenheim, Alsace, France - 24 novembre 1813 à Kusel, Rhénanie-Palatinat, Allemagne), inhumé au Panthéon (caveau IV), noms gravés sous l'arc de triomphe de l'Étoile : pilier Est, 15e et 16e colonnes, comte Walther et de l'Empire (26 avril 1808), général de division dans l'armée française en 1803, commandant en chef des grenadiers à cheval de la Garde impériale (20 mai 1806), grand aigle de la Légion d'honneur (8 février 1806), commandeur de l'ordre de la Couronne de fer. Franc quartier de comte sorti de l'armée, entouré d'une orle de sable, au deuxième quartier tiercé par une bande de gueules, au troisième quartier plein d'argent, quatrième d'azur avec deux grenades d'or placées au-dessus d'un éperon; et pour livrées : azur nuancé, blanc, rouge, jaune et noir.. |
|        | Jean-Guillaume Winter (23 mars 1761 à Kampen (Pays-Bas) 2 juin 1812 - Paris, inhumé au Panthéon (caveau IV)), comte de Huessen (en Hollande, le 4 mai 1810), comte de Winter et de l'Empire (9 mai 1811), général de brigade (à titre provisoire dans l'armée française, le 14 juin 1794), vice-amiral (dans l'armée de la République batave, le 25 mai 1795), commandant en chef de la flotte batave (1795-1797, 1799-[1806]), maréchal de Hollande (1806), commandant en chef des armées de Hollande (1806 - 9 août 1810), commandant en chef de l'escadre du Texel (9 août 1810 - 17 avril 1812), grand officier de l'Empire (comme inspecteur général des Côtes de la mer du Nord : 23 mars 1811 - 2 juin 1812), grand officier de la Légion d'honneur (14 juin 1804), Écartelé : au I, du quartier des comtes militaires ; aux II et III, d'argent, à une tige fruitée à dextre de trois glands pendants, l'un sur l'autre, et à senestre de trois feuilles de chêne pendantes, l'une sur l'autre, posée sur une terrasse, le tout au naturel ; au IV, de sinople à un vaisseau d'or. |
|        | Charles de Wrede (29 avril 1767, Heidelberg – 12 décembre 1838, Ellingen), colonel (1795), lieutenant général dans l'armée bavaroise (28 septembre 1804), feld-maréchal (7 mars 1814), commandant de l'armée bavaroise (1815), comte de l'Empire (1809), grand-officier de la Légion d'honneur (13 mars 1806). D'or, à une couronne de laurier de sinople, fleurie de cinq roses de gueules ; au canton des comtes militaires de l'Empire,. |

## X
Aucun comte dans cette catégorie.

## Y
Aucun comte dans cette catégorie.

## Z
Aucun comte dans cette catégorie.